# 2021年福布斯中國名人榜榜單

《福布斯》雜誌標識

2021年福布斯中國名人榜（英語：2021 Forbes China Celebrity 100）由《福布斯》雜誌中文版於2021年8月20日公佈。與往年不同的是，此次榜單僅公佈前十名。

## 評選流程
該榜單選取2020年7月1日至2021年6月30日間，在各領域具有優異表現的演員、歌手、主持人、導演、作家、模特、運動員等中國內地與港澳台名人（不包括商業名人）作為候選人。通過包括商業價值和作品影響力在內的多個方面，對各個候選人進行綜合排名，最終成榜。

## 榜單
| 排名 | 姓名   |
| ---- | ------ |
| 1    | 宋威龍 |
| 2    | 王一博 |
| 3    | 賈玲   |
| 4    | 楊冪   |
| 5    | 周杰倫 |
| 6    | 張藝興 |
| 7    | 趙麗穎 |
| 8    | 楊紫   |
| 9    | 王俊凱 |
| 10   | 王嘉爾 |